# کیدی راید

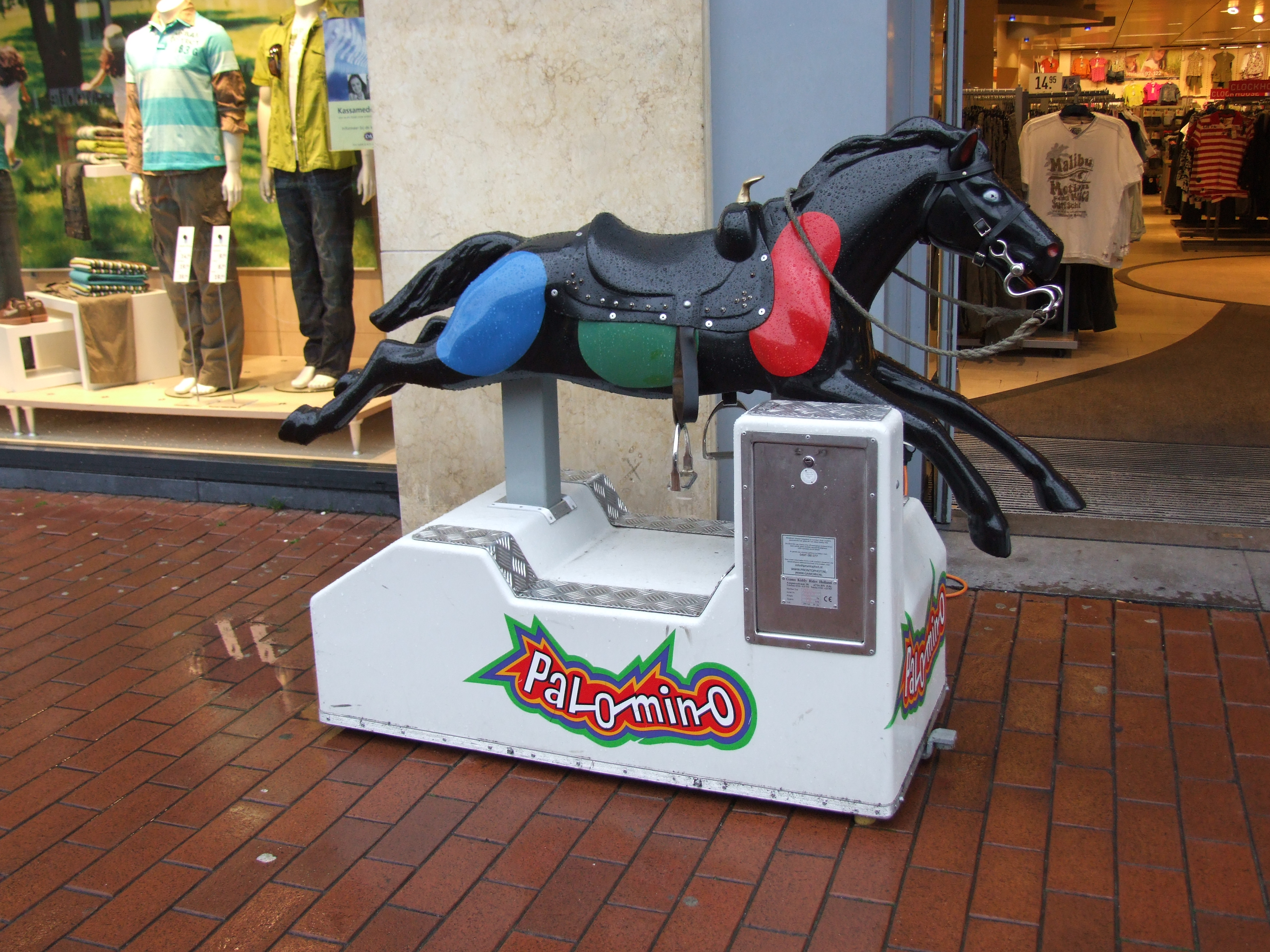

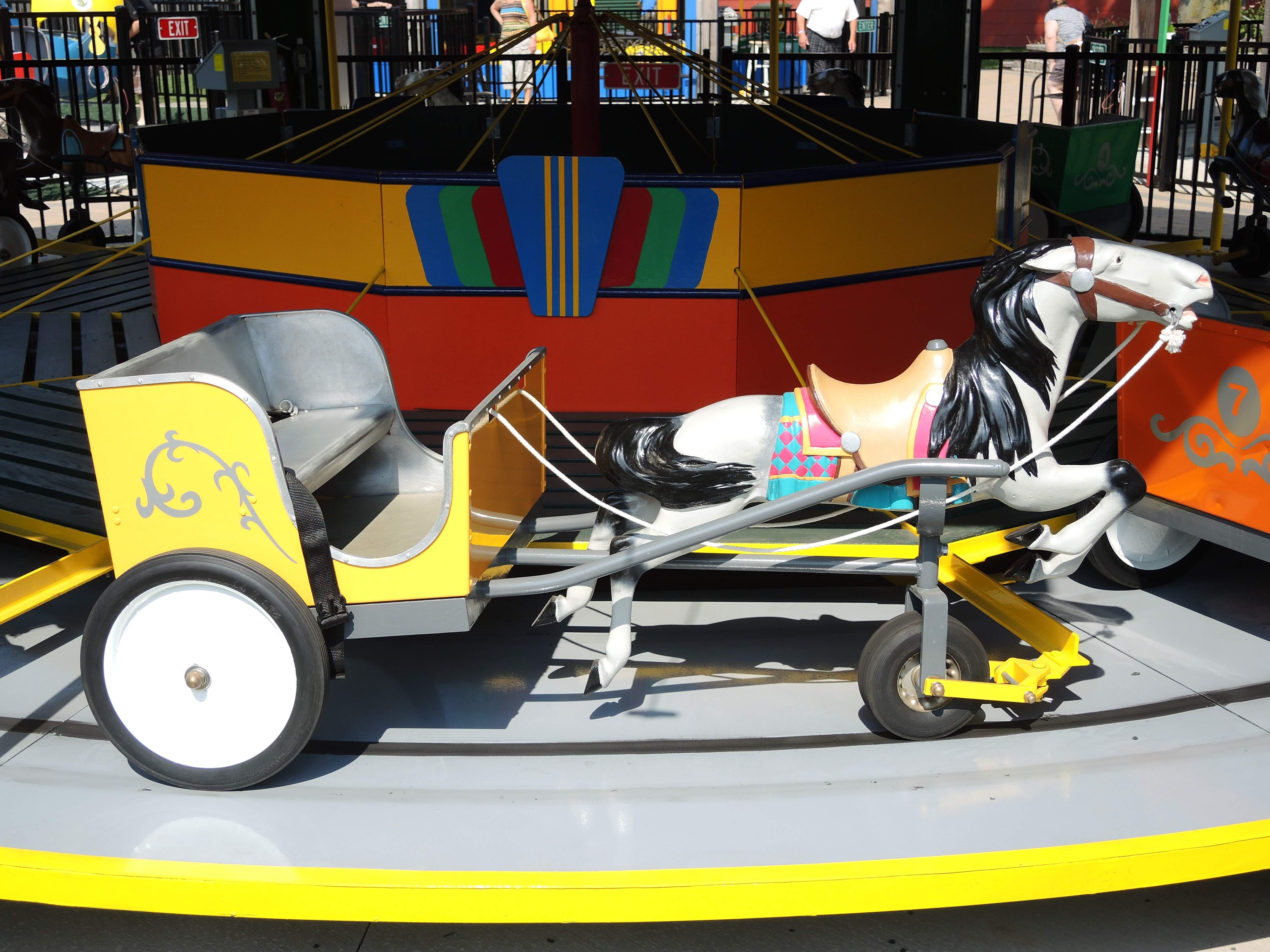
درشکه مسابقه‌ای کیدی راید در (موزه کارخانه اسب‌های گردان هرشل)

کیدی راید (انگلیسی: Kiddie ride, kids' ride) یا سواری بچه‌ها یا دستگاه تکان‌دهنده سکه‌ای یک سواری سرگرم‌کننده سکه‌ای برای کودکان است که معمولاً در شهر بازی، سالن بازی ویدئویی و مراکز خرید، اتاق‌های بازی هتل، سوپرمارکت‌ها و مراکز خرید تخفیفی دولتی استفاده می‌شود.

## نگارخانه

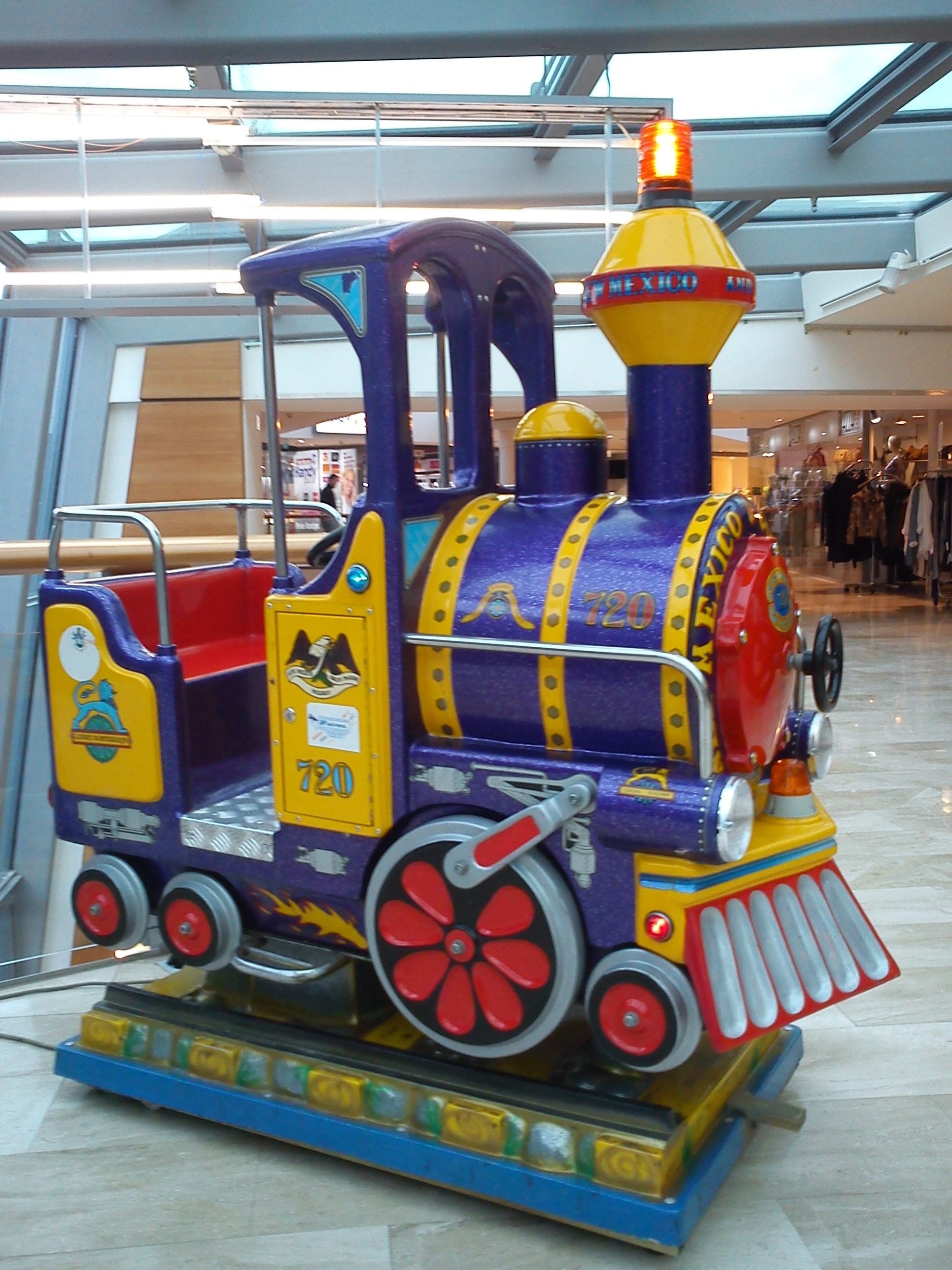
کیدی راید قطاری
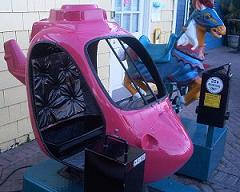
هلیکوپتر